# Gabriela Moyseowicz

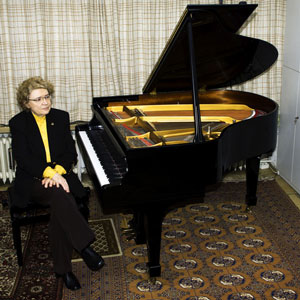
Gabriela Moyseowicz, 2018

Gabriela Maria Moyseowicz (* 4. Mai 1944 in Lemberg) ist eine polnische Komponistin und Pianistin, die seit 1974 in Berlin tätig ist.

## Leben
Ihre Familie musste nach dem Zweiten Weltkrieg Lemberg verlassen und kam im August 1945 nach Danzig-Langfuhr.
Schon im Alter von drei Jahren spielte Gabriela Klavier. Sehr früh wurde ihr absolutes Gehör entdeckt. Im Juni 1952 siedelte sie mit ihrer Familie nach Gleiwitz über und begann die Musikschule in Beuthen zu besuchen.
Der Kompositionslehrer Stanisław Wiechowicz in Krakau bewertete Gabrielas Begabung hoch. 1958–1962 besuchte sie das Chopin-Musiklyzeum in Krakau, wo sie in der Klavierklasse von Danuta Myczkowska-Grydil ihr Talent vervollkommnete.
Im Alter von 13 Jahren komponierte sie ein Konzert für zwei Klaviere im Stil des Krönungskonzertes KV 537 von Mozart. Nach seiner Uraufführung in Krakau wurde sie sofort in die Krakauer Musikakademie aufgenommen.
Ein Krakauer Musikkritiker bewertete die erste atonale Komposition Gabrielas, die 1. Klaviersonate (1960), sehr hoch. Auch die atonale Komposition Media Vita (1961) wurde von der Kritik positiv angenommen.
Ab 1962 studierte Gabriela Moyseowicz Komposition, Theorie und Dirigieren an der Krakauer Musikakademie sowie an der Karol-Szymanowski-Musikakademie in Kattowitz. Sie schloss das Studium 1967 ab und stellte als Diplomarbeit ihr 2. Klavierkonzert vor.
1967–1974 erhielt sie ein Stipendium des Ministeriums für Kultur und Kunst. 1967–1970 war sie Mitglied im Kreis der jungen Künstler des Verbandes Polnischer Komponisten. 1968–1972 unterrichtete sie Musik an der Berufsschule und am Technikum für Hüttenindustrie in Gleiwitz.
1974 siedelte Gabriela Moyseowicz nach West-Berlin um. 1975–2005 war sie als Organistin und Leiterin des Kirchenchores in der katholischen Kirche St. Bernhard (Berlin-Tegel) an der Sterkrader Straße tätig. Sie unterrichtete auch an der Musikschule in Berlin-Charlottenburg.
Für den Westdeutschen Rundfunk und Norddeutschen Rundfunk erstellte sie mehrere Tonaufnahmen eigener Werke. Etliche ihrer Kompositionen erschienen im Druck und wurden auf CD eingespielt.

## Einordnung
Ihre kritische Einstellung gegenüber der Post-Dodekaphonie und gegenüber anderen radikalen Meinungen zur zeitgenössischen Musik sind in ihrer Diplomarbeit (1967) „Exemplifikation der eigenen Ästhetik aufgrund des 2. Klavierkonzertes“ dargestellt. Gemäß den Erwartungen zeitgenössischer Zuhörer überschreitet die Musiksprache von Moyseowicz die alten melodischen und harmonischen Konventionen, aufgrund der starken emotionellen Prägung lässt sich das Schaffen Moyseowiczs in der Strömung des Post-Expressionismus des 20. Jahrhunderts lokalisieren.

## Werke

### Werke, vom polnischen Kultur- und Kunstministerium gesponsert
- Rapsod für Bratsche und Orchester (1968)
- „Musique en trois styles“ für Geige, Violoncello und Klavier (1969)
- „Riconoscimento“ zum Text von Cyprian Kamil Norwid (1968)
- Cantata Solemnis für Frauenchor, Bariton-solo und Orchester zum Text von I. Iszkowska (1969)
- III. Konzert für Klavier und Streichorchester (1971)
- „Dies irae“ für Chor und 2 Flöten, 2 Oboen, 2 Fagotte, Horn, 2 Trompeten, 6 Geigen I, 5 Geigen II, 3 Bratschen, 2 Violoncelli, 2 Kontrabässe (1963)

### Klavierwerke
- Variationen „Monte Cassino“ für Klavier (1961)
- Orientalisches Triptychon für Klavier (1962) Anna Barawska gewidmet
- Passacaglia und Fuge für Klavier (1966/67)
- Sonate Nr. 1 (1960)
- Sonate Nr. 2 (1962) Danuta Myczkowska gewidmet
- Sonate Nr. 3 (1963) Barbara Buczek gewidmet
- Sonate Nr. 4 (1963/64)
- Sonate Nr. 5 (1973/74)
- Sonate Nr. 6 „Neumenon“ (1976)
- Sonate Nr. 7 (1978)
- Sonate Nr. 7, II. Fassung (2006) Jan Fischdick gewidmet
- Sonate Nr. 8 „Concatenatio“ (1981) Helga von Kügelgen gewidmet
- „Norwidiana“ (1995)
- Rapsod Nr. 1 (1983/84) Detlef Gojowy gewidmet
- Rapsod Nr. 2 (1984/85)
- Rapsod Nr. 3 „Empyreum“ (1989) Bettina Brand gewidmet
- 9 Moments musicaux – Klavierfassung (1964)

### Kammermusikwerke
- „Polnische Sonate“ für Violine und Klavier (1979/80)
- Sonate für Violine und Klavier Nr. 2 (1987)
- Sonate für Violoncello und Klavier Nr. 1 (1977)
- Sonate für Violoncello und Klavier Nr. 2 (1988)
- „Discours avec Mme Steingroever“ für Flöte und Klavier (1993)
- 9 Moments musicaux (1964) Fassung für Klavier und Streichorchester
- „Hommage à la Pologne“ für Violine solo, Klavier, Flöte, Klarinette und Streichquartett (2015)

### Solowerke für Violine, Violoncello und Viola da gamba
- Zwei Capriccios für Violine solo (1972)
- Passacaglia für Violine solo (1994)
- Zwei Kanzonen für Viola da gamba solo (1980)
- Chaconne für Violoncello solo (2004)

### Werke für größere Instrumentalensembles, Chor und Orchester
- Media Vita für zwei Geigen, Violoncello, Sopran, Bass-Rezitativ (1961)
- „Dies irae“ für Chor und 2 Flöten, 2 Oboen, 2 Fagotte, Horn, 2 Trompeten, 6 Geigen I, 5 Geigen II, 3 Bratschen, 2 Violoncelli, 2 Kontrabässe (1963)
- „Stabat Mater“ – Oratorium für Chor, Mezzosopran, Tenor, 2 Flöten, 2 Oboen, 2 Fagotte, 1 Kontrafagott, 2 Trompeten, 2 Hörner, 2 Posaunen, 1 Tuba, 2 Pauken und Streichquintett (1972/73)
- Schatten-Symphonie (1996)
- „Memento Mori I“ für zwei Klaviere, Trompete, Posaune, Violine I, Violine II, Viola da gamba, Violoncello (1988)
- „Memento Mori II“ für Chor, zwei Klaviere, Trompete, Posaune, Violine I, Violine II, Viola da gamba, Violoncello(1990)
- „Ave Maria“ für 2 gemischte Chöre a cappella (1976)
- „Pater Noster“ für 6-stimmigen Chor a cappella (1978)
- Fünf Lieder für 8-stimmigen Chor a cappella, Worte von Władysław Broniewski (1971)
- „Kyrie“ in memoriam Nathalie Hidalgo Sánchez für drei gemischte Chöre a cappella (1982)
- Ouvertüre „An Beethoven“ für 2 Flöten, 2 Oboen, 2 Klarinetten, 2 Fagotte, 2 Trompeten, 2 Hörner, 2 Pauken und Streichquartett (1970)
- „Riconoscimento“ – Worte von Cyprian Kamil Norwid, für Bass, Alt, 2 Flöten, 2 Oboen, 2 Fagotte, 2 Hörner und Streichquartett (1968)
- Trio für Violine, Horn oder Violoncello und Klavier (2010)
- II. Sinfonie „Leopolis“ (2010/11)
- Rapsod für Bratsche und Orchester (1968)
- Rapsod (Konzert) für Violine und Orchester (1964)
- I. Konzert für Klavier und Orchester (1960/61)
- II. Konzert für Klavier und Orchester (1965/66)
- III. Klavierkonzert (1971)
- IV. Klavierkonzert (2002)

### Kirchliche Chorwerke
- „Alleluja“ für dreistimmigen Chor (1986)
- „Amen“ (1989)
- „Credo“ (1991)
- „Sieh, dein Licht wird kommen...“ (1996)

### Werke für die Musikschule in Gleiwitz
- Capriccio für Streicher (1967)
- „Marche funebre“ für Violine und Orchester (1968) zum Gedenken an Direktor M. Bugiel
- „Marche funebre“ Fassung für Violoncello und Klavier (1980)
- Fuge und Postludium für Streichorchester (1996)
- Recitatio für Tenor und Streicher zum Text von Konstanty Ildefons Gałczyński (2000)
- Concertino „Izabela“ für Violine und Klavier (2005), Frau Isabelle Widenka gewidmet

### Gelegenheitswerke für Flöte und Klavier für Herta Steingroever
- Serenade (1997)
- „Ku’damm-Promenade“ (2004)
- Moment musical (2005)
- „Wiener Palatschinken-Polka“ (2008)
- „Berliner Bouletten-Marsch“ (2012)

### Für die Schauspielerin Angelika Maria Škoda
- Chanson „Schwüle“ (1989)
- Zwei rezitierte Lieder zum Text von Paul Verlaine (1989)
- Drei Lieder zum Text von Ingeborg Bachmann (2003)
- Vier Lieder für eine Stimme mit Klavierbegleitung zum Text von M. Mendes, vom Dichter bestellt (1998)
- Fanfare für das Jahr 2000 für das Hotel Steigenberger in Bad Reichenhall für 2 Trompeten, 2 Posaunen und Orgel (1999)

## Schriften
- Gabriela Moyseowicz: Auf dich wartet dort keiner. Impressionen aus dem Leben der polnischen Komponistin und Pianistin. primTON, Berlin 2014, ISBN 978-3-7357-2021-4.